# 畠山尚順
畠山 尚順（はたけやま ひさのぶ / ひさより）は、戦国時代の武将、守護大名。室町幕府紀伊・河内・越中守護。足利氏の支流畠山氏出身で畠山氏の一派畠山尾州家の当主。また、正式な任官ではないものの、永正元年（1504年）に和泉国に侵攻し両守護（細川元有・細川基経）を敗死させた後は実質的に和泉国の守護として活動・認識されていた。
畠山政長の子。稙長、長経、政国、晴熙（はるひろ）らの父。初名は尚順（ひさのぶ/ひさより）、後に尚慶と名乗り、出家して卜山と号す。
なお、後世の系図・軍記では尚長（ひさなが）と改名したとされるが、当時の発給文書で尚長と署名したものは無いので事実ではないと思われる。いずれも「尚」の字は室町幕府第9代将軍・足利義尚より偏諱を受けたものである。通称は次郎、官位は尾張守。法号は勝仙院竜源徳陽。
生涯を通して足利義稙の有力な与党として活動した。明応の政変で父政長を殺され、紀伊での逼塞を余儀無くされたが、流浪の義稙を支持して宿敵の畠山義豊を討ち、細川政元に抵抗し続けた。義稙の将軍復帰後は領国へ下向し、実効支配を確立しようとしたが、紀伊で謀反を起こされ没落。その後出奔した義稙に呼応するも、復帰を果たせぬまま死去した。

## 生涯

### 明応の政変
文明7年（1475年）12月20日、畠山政長の嫡子として誕生した。父・政長は応仁の乱で畠山義就（総州家）と東西に分かれ、壮絶な家督争いを展開したことで有名である。
文明18年（1486年）7月19日、尚順は9代将軍・足利義尚の一字を貰い元服し、名門守護家の後継者として歴史に登場する。元服は細川政元邸で行われ、同時に従五位下尾張守に任じられる。
延徳2年12月（1491年）、義就が没し、尾州家の優勢は決定的となっていた。
延徳4年（1492年）、10代将軍足利義材（義尹、義稙）に従っての近江への遠征（長享・延徳の乱）など実績を重ねてゆく。
明応2年（1493年）、父が義材を動かし河内の畠山義豊（義就の子）討伐に向かうと尚順もこれに同行した。しかし、義材と父に反発する細川政元は日野富子・伊勢貞宗と結んでクーデターを起こし、新たな将軍として義材の従兄に当たる義遐（義澄）を擁立する（明応の政変）。逆に孤立状態となった父は河内正覚寺において重臣らと共に自決、義材は捕らえられ京都で幽閉され、尚順は紀伊へ逃げ延びたものの、畠山氏の家督は総州家の義豊に奪われてしまった。
父と共に自決した重臣の中には、河内守護代であった遊佐長直など、これまで父の統治を支えた多くの人材が含まれており、在国していた越中守護代の神保長誠は健在であったが、既に病身であり、政元の監禁から逃れた義材を迎えることに成功したものの（越中公方）、越中の尾州家の地盤をおさえるのがやっとの状態であった。
紀伊逃亡後、5月に襲撃してきた政元方の赤松政則の水軍を紀伊海賊の力を借りて撃破、9月に義豊の紀伊侵攻があったものの、これは全て退けており、父の時に主権を確立した紀伊において尾州家の軍事的優位は動かなかったものの、河内への反攻はしばらく後のことになる。
明応4年（1495年）3月、義豊が紀伊南部の国人達と図り再度紀伊へ侵攻した時も撃退、同年10月と翌5年（1496年）10月の河内侵攻は失敗したが、紀伊の反対勢力の駆逐と与党の糾合に尽くし徐々に力を蓄えていった。

### 反撃
明応6年（1497年）9月、義豊の守護代家の遊佐氏と誉田氏の対立による内紛を好機と捉え、河内を奪回するため尚順は挙兵し、10月には高屋城を奪い義豊を山城へ追い出した。同時期に大和で尚順派の国人筒井順賢・十市遠治らが蜂起、義豊派の越智家栄・家令父子と古市澄胤を追い落とし尚順は河内・大和を奪取した。更に2年後の明応8年（1499年）1月30日に反撃に出た義豊に対し河内十七箇所での決戦で勝利し、死に追いやった。
9月、河内から摂津に侵入して大和国人衆にも山城南部へ出陣させ、11月に越前の朝倉貞景を頼っていた義尹（義材）が近江坂本に進撃するなど、三方向から政元を挟撃する好機であった。だが、義尹は11月22日に政元派の六角高頼に敗れ周防へ去ると、尚順も12月20日に自落して紀伊へ退散、上洛作戦は失敗した。大和は政元の配下赤沢朝経が二上山城に入城して筒井氏側の国人を討伐、筒井派は没落して大和は政元の支配に入った。
明応9年（1500年）9月、尚順は根来寺・粉河寺の衆徒と共に和泉岸和田城を攻撃し、一度は尚順側に与したものの離反した和泉上守護家細川元有・下守護家細川基経を自害に追い込む。だが、討伐軍の赤沢朝経に敗れ、再び紀州に没落する。

### 両畠山家の和睦・上洛
永正元年（1504年）になると、朝経と摂津守護代の薬師寺元一が反乱を起こすなど、政元政権における内部対立が表面化する。尚順はこの動きを利用し、総州家の義英を義尹陣営に抱き込み、12月18日に和睦を結ぶことによって政元に対抗しようとするも、永正3年（1506年）に政元と和睦した朝経に誉田城と高屋城を攻略され義英と共に没落した。
越中においては、神保長誠の没後不安定となっていた領国支配を、分家である能登畠山家と越後守護代の長尾能景と結ぶことにより加賀一向一揆に対抗しようとするも、長誠の子である神保慶宗の離反が起きて能景は戦死し（般若野の戦い）、ここでもその対策に追われる。
永正4年（1507年）6月、政元が暗殺され、朝経も丹後で戦死すると（永正の錯乱）、9月に政元の養子細川澄元の配下赤沢長経（朝経の養子）が行った大和遠征に抵抗したが、12月4日には義英との同盟が決裂し、澄元と和睦、澄元の同族細川高国・細川尚春及び赤沢長経の援軍と大和国人衆の合流を得て、翌永正5年（1508年）1月に義英が籠もる嶽山城を落とした。
だが、尚順のこれ以上の勢力伸長を危惧する長経は義英を嶽山城から逃し、尚順の義弟（妻の弟）にあたる高国を澄元に讒言、これにより高国は澄元に疑われ出奔することになる。この澄元との和睦が義尹陣営からの離反に当たるかどうかだが、同時期の12月から1月にかけて義澄・澄元は義尹との和睦を模索しており、尚順の動きも義尹陣営としての動きだった可能性も考えられる。
直後に澄元と対立して義尹と結んだ高国と共に澄元及び義英と敵対、4月に義尹が周防守護大内義興に奉じられ上洛すると高国と共に堺で出迎え支持を表明した。そして、7月に大和から河内へ攻めた長経・古市澄胤など澄元方の有力者を破り、澄胤は戦死し、長経は生け捕りにされて京で処刑された。
8月11日、尚順が京都の宿所としていた東福寺海蔵院へ、将軍に復帰した義尹の御成が実施された。義尹が将軍復帰後初となる御成先を尚順としたのは、彼が明応の政変以来一貫した義尹の支持者であり、かつ澄元与党の赤沢氏を討伐したことを評価したものであるが、それは同時に尚順が義尹の将軍復帰の功労者であることを内外に表明する意味を持つことになる。だが、一方で自分が将軍復帰の最大の功労者と考えてきた大内義興の反感を買い、義興は尚順との不仲を理由に宴会の途中で退席をしてしまい、細川高国もこれに同調したため、義尹の意図した大名序列の形成は失敗した。
永正5年（1508年）頃、尚順は出家し、卜山と名乗った。
永正8年（1511年）、澄元陣営の上洛戦では、河内の義英方との戦闘で紀伊守護代の遊佐順房（筑前守）が戦死するなど苦戦するも、船岡山合戦で義稙方が勝利したことによって再び優勢に立った。
かくして将軍に返り咲いた義尹の下で正式に守護職に任命された尚順であるが、管領は高国、山城の守護職は義興が任命され、政長時代の権力を完全に回復するまでは至らなかった。尚順は早い段階で京での活動が見られなくなり、嫡男の鶴寿丸（後の稙長）を在京させ、自身は河内などの領国に下向していたと思われる。
また、「多和文庫所蔵文書」永正11年（1514年）4月「久米田寺懸茶算用状」には「二拾斤（和泉）両守護へ納茶」とあり、当時の和泉守護は下守護の細川高基しか確認されていないこと、尚順派の武士が所領安堵等を行っていることから、尚順が実質的な和泉上守護として統治を行っていたと考えられる。これは隠居以降の永正15年（1518年）頃まで続いている。
永正12年（1515年）、元服した稙長に正式に家督を譲り隠居、分国である越中と紀伊の統治に専念した。
永正10年（1513年）、義尹が出奔した際には上洛し、義興・高国・畠山義元との四人で相談を行い、義尹と交渉し迎え入れている。
これらの出来事については、「政争に負けて隠遁した」と上述の高国らとの対立軸で語られることもあるが、澄元陣営の巻き返しに対抗するためという指摘もある。堺から上洛を狙う澄元軍への対策として和泉・紀伊・河内の国境付近の防備を強化する必要があり、既に永正10年頃から尚順は大和出身の林堂山樹を起用しての領国整備を行っており、下向も義興を通じて義尹の許可を得た上で行っている。分国の安定を図るためには直接下向する必要性があったが、一方で義英への対抗上高国との結びつきも継続させる意図から、稙長を在京させて自分は領国支配に乗り出したとされる。

### 晩年
越中においては、能登守護である同族の畠山義総や越後守護代長尾為景と結び、謀反を起こした神保慶宗を滅ぼすことに成功した。
だが、紀伊においては、熊野衆と結び領国統治の強化を目論むが失敗、永正17年（1520年）8月頃に内衆の野辺慶景が湯川・玉置氏と謀反し、これに敗北、堺に逃亡した。没落の原因は林堂山樹が湯川衆に敗れ戦死するなど、支配強化の失敗にあったが、同年に将軍義稙が再度挙兵して高国を追放した澄元の家督を承認、すぐに高国が復帰して澄元を追い落としたという出来事があり、一貫した義稙支持者の尚順がその動きに左右された可能性がある。
また、林堂の死と同時期に稙長と河内守護代遊佐順盛によって大和国衆の和睦が進められており、彼らによって林堂の殺害と尚順の追放が行われたという説も提唱されている。ただ、稙長にとっても慶景の謀反は想定外だったようで、8月20日の小山春次宛の書状では尚順の没落後も湯川衆の押領が止まらず、紀州広城を脅かしており、慶景や湯川・玉置氏ら反乱者の所領を安堵しようとするなど大幅に譲歩した対応を取っていることが窺える。尚順は長尾為景宛の書状では遊佐順盛が紀伊國衆と和睦の算段を付けていることや、都鄙と相談して再入国を図っていることを述べているが、仮に尚順の失脚が稙長の意図しないところであったとしても、現実的に領内安定のため湯川衆の和睦や大和国衆の和睦を重視するためには、彼らと対立する尚順を復帰させることは難しかったと思われる。
大永元年（1521年）、義稙がそのような情勢の中、京から出奔する。尚順はいち早く義稙支持を表明したため、高国との結びつきを重視した稙長とは結果的に袂を分かつことになる。畠山義英は尚順と和睦し失地回復を試みるが、新たに将軍足利義晴を擁立した高国と結ぶ稙長に撃退されている。なお、尚順はこの時、細川澄元の後室との婚姻の準備のため出陣しておらず、稙長とは直接戦闘を行っていない。
10月、一度紀伊入国を試みるが撃退され、復権を果たせないまま、淡路に出奔、逼塞した。
大永2年（1522年）8月17日、尚順は淡路で死去した。享年48。同年に義英、翌年には義稙も亡くなり、稙長は以降も高国政権を支える続けるが、義英の子義堯が尚順派の一部を取り込み抵抗を続けたため、尾州家と総州家の対立は継続された。

## 偏諱を与えた人物
尚順時代
- 畠山順光
- 椎名順胤
- 遊佐順房
- 遊佐順盛（ゆさ のぶもり[注釈 1]、家臣）

尚慶時代
（＊「慶」の読みについては「のり」、「よし」の2通りが伝わっており、確定していない。というのも、畠山氏一門で畠山満慶が前者、満慶の曾孫・畠山慶致が後者で読まれているためである。※また、慶致については、ほぼ同時期に生きた人物であり、尚慶から偏諱を受けた可能性もある。）
- （※畠山慶致 - 能登畠山氏）
- 椎名慶胤
- 野辺慶景
- 神保慶宗
- 神保慶明（越中守護代、慶宗の弟とされる）[注釈 4]
- 遊佐慶親（蓮沼城主）